# Supercoppa del Belgio 1983
La Supercoppa del Belgio 1983 (in francese Supercoupe de Belgique, in fiammingo Belgische Supercup) è stata la 5ª edizione della Supercoppa del Belgio di calcio.
La partita fu disputata dallo Standard Liegi, vincitore del campionato, e dal KSK Beveren, vincitore della coppa.
L'incontro si giocò il 7 agosto 1983 nello Sclessin Stadion di Liegi e vinse lo Standard Liegi, al suo secondo titolo ai tiri di rigore, dopo che finì 1-1 alla fine dei tempi supplementari.

## Tabellino
| Liegi 7 agosto 1983                          | Standard Liegi       | 1 – 1 (d.t.s.) | KSK Beveren | Sclessin Stadion |
| \| \| \| \| \| \| Tiri di rigore 5 – 4 \| \| |                      |                |             |                  |
|                                              |                      |                |             |                  |
|                                              | Tiri di rigore 5 – 4 |                |             |                  |